# Topný kotel
Kotel je zařízení, v němž se spalováním tuhých, kapalných, nebo plynných paliv vyvíjí teplo, kterým se ohřívá teplonosná látka.

## Rozdělení kotlů
- Podle teplotních a tlakových poměrů (změnou teploty se mění i tlak): nízkotlaké, středotlaké, vysokotlaké
- Podle druhu paliva: kotle na tuhá paliva (dřevo, uhlí, koks), kotle na plynná paliva (hlavně zemní plyn), kotle na kapalná paliva, elektrokotle
- Podle použitých materiálů: litinové, ocelové
- Podle konstrukce: článkové: válcové, skříňové, dvoutahové, třítahové, s přetlakovým spalováním, jiné
- Podle způsobu tahu spalin: vodotrubné, žárotrubné
- Podle typu spalování: prohořívací, odhořívací

## Kondenzační kotle
Při spalování plynu v kotli vzniká chemickou reakcí určité množství vody v podobě vodní páry. Ta spolu s oxidem uhličitým a dalšími produkty hoření tvoří spaliny a je odváděna z kotle komínem do ovzduší. Kondenzační kotle však dokáží využít i kondenzační teplo této páry. Je to umožněno jejich pracovní teplotou, která je nižší, než teplota varu vody za běžného tlaku.
Pokud se spaliny ochladí pod teplotu jejich rosného bodu, dojde ke změně skupenství a kondenzaci obsažené vodní páry spojené s uvolněním skupenského tepla.
Energie, kterou lze takto získat, odpovídá rozdílu mezi spalným teplem a výhřevností daného paliva.
Kondenzační kotle mají smysl jen při pálení uhlovodíků (zemní plyn, topný olej, biopaliva). Při spalování uhlí, které obsahuje jen velmi málo vodíku, je účinek kondenzace zanedbatelný.

## Regulace provozu kotlů
Regulací je v podstatě vybaven každý kotel, ale na různé úrovni. Regulace výkonu u kotlů na tuhá paliva se provádí regulací přívodu vzduchu. Kotle na tzv. „ušlechtilá paliva“ (plynná a kapalná paliva) umožňují jiný druh regulace (například regulace přívodu paliva).

## Kotle na biomasu
Kotle spalující biomasu se liší výkonem, cenou, náročností na údržbu, provoz i druhem paliva. Nejjednodušší jsou kotle na různá tuhá paliva, vhodné zejména tehdy, když je třeba palivo měnit na ekologičtější postupně. U takových kotlů lze střídat třeba uhlí a pelety. Spotřebitelé je často využívají pro nízké pořizovací náklady.
Kvalitnější peletové kotle mají nejen lepší poměr výkonu a množství paliva, ale i výrazně jednodušší obsluhu. Například u samozážehových kusů vybavených automatickým dávkovačem stačí nastavit termostat a kotel sám přikládá podle potřeby. V takovém případě je zapotřebí jej jen čistit od sazí a popele, což u dobrého kotle a kvalitních pelet stačí jednou za dva týdny. V takovém případě ale hodnota zařízení je daleko vyšší.
Novinkou jsou zplynovací kotle – zařízení, která nechají dřevo pouze zuhelnatět a následně sublimovat. Při celém procesu se neuvolňují žádné škodliviny a jedinou nevýhodou zůstává vysoká pořizovací cena.
Zvláštním technickým řešením je hořák MultiBio s otočným roštem, který svým otáčivým pohybem dokáže odvalovat popel a zejména spečence, vzniklé spalováním paliv s nižší teplotou tavení popela a tak je možné spalovat nejrůznější biopaliva (typicky s větším podílem popela, např. pelety vyrobené z neodkorněného dřeva až po pelety převážně kůrové, ze sena, slámy [obilné, řepkové, hořčičné apod.], kukuřice, slunečnice, makoviny až po pelety např. z rašeliny). Předpokladem kvalitního spalování těchto paliv je však podpora hořáku inteligentní elektronikou tak, aby byly v každém provozním stavu dodrženy emisní limity dle ČSN EN 303-5.